# Brooke Niles
Brooke Niles (* 11. März 1981 in Ventura, zeitweise Brooke Hanson) ist eine US-amerikanische Volleyball- und Beachvolleyballspielerin.

## Karriere
Niles spielte ab 1999 im Volleyball-Team der University of California, Santa Barbara auf allen Positionen außer Mittelblock.
2002 begann Niles ihre Karriere als Beachvolleyballerin. In den folgenden Jahren trat sie mit wechselnden Partnerinnen auf der AVP-Tour an, u. a. mit Courtney Guerra, mit Sarah Straton und mit Angela Akers, mit der sie 2008 in Dubai erstmals auch auf der FIVB World Tour antrat. 2009 und Anfang 2010 war Lisa Rutledge Niles’ Partnerin. In Stare Jabłonki trat Niles erstmals mit ihrer neuen Partnerin Lauren Fendrick an. Fendrick/Niles wurden Neunte in Sanya. Das Jahr 2011 begannen sie mit zwei vierten Plätzen in Brasília und Shanghai. Bei der WM in Rom gelangten sie als Gruppenzweite in die KO-Runde und schafften es mit zwei weiteren Siegen ins Viertelfinale. Dort mussten sie sich den späteren Weltmeisterinnen Larissa/Juliana aus Brasilien in drei Sätzen geschlagen geben, so dass sie das Turnier auf dem fünften Rang beendeten. Im weiteren Verlauf des Jahres wurden sie jeweils Neunte in Stavanger und Moskau sowie Fünfte in Klagenfurt und Phuket. 2012 kamen sie nur noch beim Berliner Grand Slam (Rang neun) in die Top Ten. 2013 spielte Niles mit wechselnden Partnerinnen, 2014 mit Jessica Holderness Stubinski und 2015 mit Karolina Sowala Marciniak auf nationalen Turnieren. Seit 2014 ist sie auch Trainerin bei der „NVL Club Med Academy“.

## Privates
Brooke Niles hat drei Geschwister. Ihre Eltern Randy und Tria spielten ebenfalls Beachvolleyball. Niles war von 2005 bis 2012  verheiratet. Mit dem Beachvolleyballer Nicholas Lucena hat sie seit April 2013 einen Sohn.